# Джозеф Манкевич
Джо́зеф Манке́вич (англ. Joseph L. Mankiewicz; 11 лютого 1909 — 5 лютого 1993) — американський кінорежисер, сценарист, продюсер, лауреат премії «Оскар».

## Біографія
Народився в сім'ї іммігрантів з Германії та Курляндії Франца Манкевича та Джоани Блюменау. Через деякий час сім'я Манкевичів переїжджає до Нью-Йорку, де Джозеф вступає до школи Стайвесанта. У 1928 році він здобув ступінь бакалавра в Колумбійському університеті.
Якийсь час працював у Берліні кореспондентом газети «Чикаго Трібюн», поки не захопився кінобізнесом.
Манкевич написав 48 кіносценаріїв, у тому числі для фільму «Все про Єву», який приніс йому «Оскара». Він також був продюсером більш як 20 стрічок, у тому числі «Філадельфійської історії», яку визнано найкращим американським фільмом у 1941 році.

## Фільмографія

### Режисер
| Рік  | Фільм                      | оригінальна назва                              | Номінацій на «Оскара» | «Оскарів» отримано |
| ---- | -------------------------- | ---------------------------------------------- | --------------------- | ------------------ |
| 1940 | Філадельфійська історія    | The Philadelphia Story                         | 4                     | 2                  |
| 1946 |                            | Dragonwyck                                     |                       |                    |
| 1946 | Backfire                   |                                                |                       |                    |
| 1946 | Somewhere in the Night     |                                                |                       |                    |
| 1947 |                            | The Late George Apley                          |                       |                    |
| 1947 |                            | The Ghost and Mrs. Muir                        | 1                     |                    |
| 1948 |                            | Escape                                         |                       |                    |
| 1949 |                            | A Letter to Three Wives                        | 3                     | 2                  |
| 1949 | House of Strangers         |                                                |                       |                    |
| 1950 |                            | No Way Out                                     | 1                     |                    |
| 1950 | Все про Єву                | All About Eve                                  | 14                    | 6                  |
| 1951 |                            | People Will Talk                               |                       |                    |
| 1952 |                            | 5 Fingers                                      | 2                     |                    |
| 1953 | Юлій Цезар                 | Julius Caesar                                  | 5                     | 1                  |
| 1954 |                            | The Barefoot Contessa                          | 2                     | 1                  |
| 1955 | Хлопці та ляльки           | Guys and Dolls                                 | 4                     |                    |
| 1958 |                            | The Quiet American                             |                       |                    |
| 1959 |                            | Suddenly, Last Summer                          | 3                     |                    |
| 1963 | Клеопатра                  | Cleopatra                                      | 9                     | 4                  |
| 1964 |                            | Carol for Another Christmas                    |                       |                    |
| 1957 |                            | The Honey Pot                                  |                       |                    |
| 1970 |                            | King: a Filmed Record... Montgomery To Memphis | 1                     |                    |
| 1970 | There Was a Crooked Man... |                                                |                       |                    |
| 1972 |                            | Sleuth                                         | 4                     |                    |

## Додаткова література
- Jack Brodsky and Nathan Weiss: The Cleopatra Papers. New York, Simon and Schuster, 1963.
- Joseph L. Mankiewicz and Gary Carey: More About 'All About Eve. New York, Random House, 1972.
- Kenneth L. Geist: Pictures Will Talk: The Life and Films of Joseph L. Mankiewicz. New York, Scribners, 1978. ISBN 0-684-15500-1
- Cheryl Bray Lower: Joseph L. Mankiewicz: Critical Essays and Guide to Resources. Jefferson, NC, McFarland & Co., 2001. ISBN 0-7864-0987-8
- Bernard F. Dick: Joseph L. Mankiewicz. New York, Twayne Publishers, 1983. ISBN 0-8057-9291-0